# Macerata Feltria
Macerata Feltria – miejscowość i gmina we Włoszech, w regionie Marche, w prowincji Pesaro i Urbino.

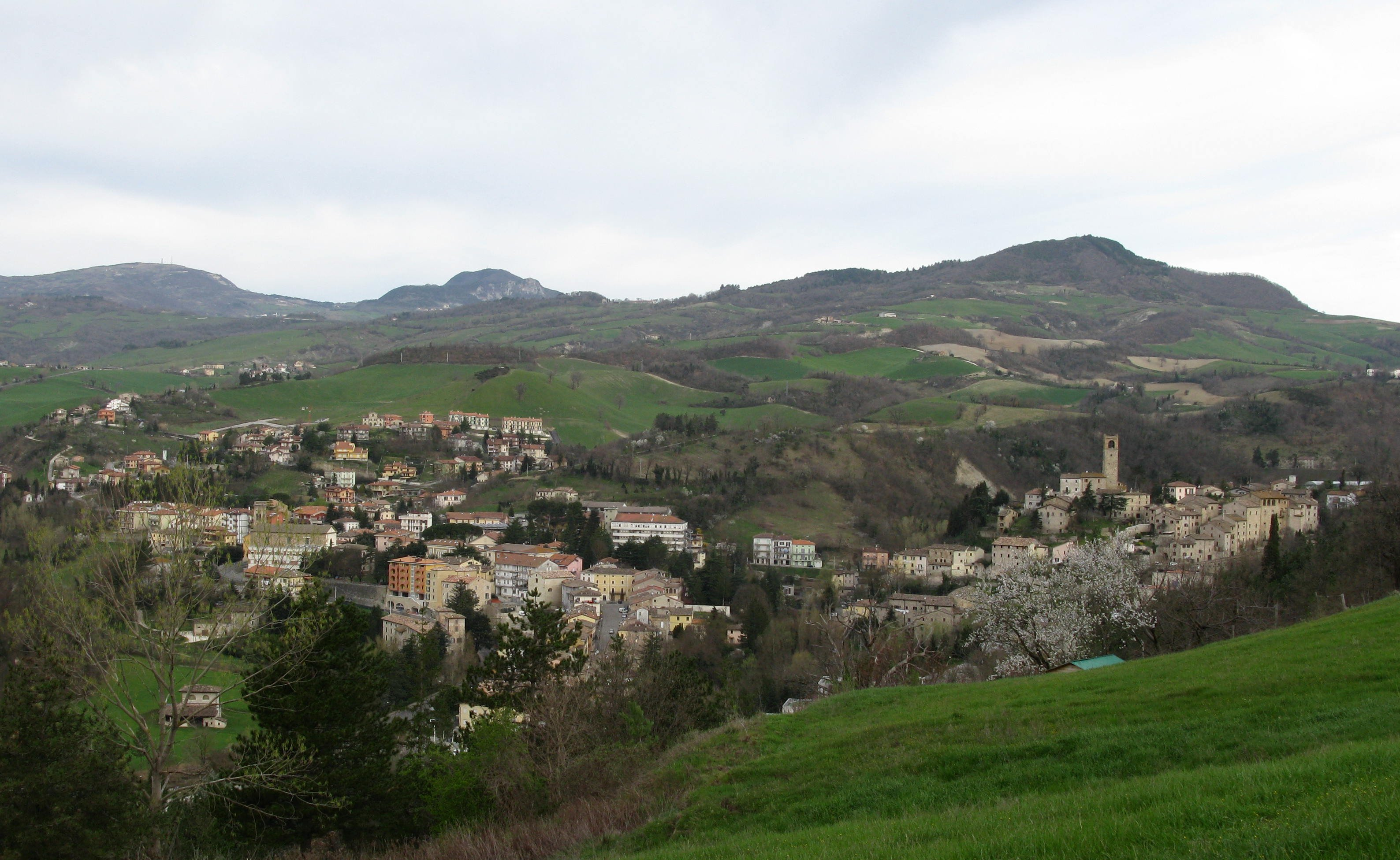
Macerata Feltria

Według danych na rok 2004 gminę zamieszkiwały 2024 osoby, 50,6 os./km².
Urodził się tutaj Antonio Maria Vegliò, włoski duchowny katolicki, kardynał.